# Mount Pleasant Township (Illinois)
Die Mount Pleasant Township ist eine von 22 Townships im Whiteside County im Nordwesten des US-amerikanischen Bundesstaates Illinois. Im Jahr 2010 hatte die Mount Pleasant Township 4939 Einwohner.

## Geografie
Die Mount Pleasant Township liegt im Nordwesten von Illinois. Der Mississippi, der die Grenze zu Iowa bildet, liegt rund 20 km westlich; die Grenze zu Wisconsin befindet sich rund 85 km nördlich.
Die Mount Pleasant Township liegt auf 41°47′59″ nördlicher Breite und 89°55′33″ westlicher Länge und erstreckt sich über 92,46 km².
Der Morrison-Rockwood State Park befindet sich im äußersten Nordwesten der Mount Pleasant Township.
Die Mount Pleasant Township liegt im Zentrum des Whiteside County und grenzt im Norden an die Clyde Township, im Nordosten an die Genesee Township, im Osten an die Hopkins Township, im Süden an die Lyndon Township, im Südwesten an die Fenton Township, im Westen an die Union Grove Township sowie im Nordwesten an die Ustick Township.

## Verkehr
Der U.S. Highway 30, der Cedar Rapids in Iowa mit Chicago verbindet, verläuft in West-Ost-Richtung durch die Township. Im Westen des Gebiets kreuzt die Illinois State Route 78. Alle weiteren Straßen sind County Roads oder weiter untergeordnete und zum Teil unbefestigte Fahrwege.
Parallel um Highway 30 verläuft eine Eisenbahnlinie der Union Pacific Railroad.
Mit dem Whiteside County Airport befindet sich ein kleiner Flugplatz rund 20 km westsüdwestlich der Mount Pleasant Township. Die nächstgelegenen größeren Flughäfen sind der rund 100 km nordöstlich gelegene Chicago Rockford International Airport und der rund 80 km südwestlich gelegene Quad City International Airport.

## Demografische Daten
Nach der Volkszählung im Jahr 2010 lebten in der Mount Pleasant Township 4939 Menschen in 2008 Haushalten. Die Bevölkerungsdichte betrug 53,4 Einwohner pro Quadratkilometer. In den 2008 Haushalten lebten statistisch je 2,33 Personen.
Ethnisch betrachtet setzte sich die Bevölkerung zusammen aus 97,1 Prozent Weißen, 0,7 Prozent Afroamerikanern, 0,5 Prozent amerikanischen Ureinwohnern, 0,1 Prozent Asiaten sowie 0,6 Prozent aus anderen ethnischen Gruppen; 1,0 Prozent stammten von zwei oder mehr Ethnien ab. Unabhängig von der ethnischen Zugehörigkeit waren 2,3 Prozent der Bevölkerung spanischer oder lateinamerikanischer Abstammung.
21,5 Prozent der Bevölkerung waren unter 18 Jahre alt, 57,9 Prozent waren zwischen 18 und 64 und 20,6 Prozent waren 65 Jahre oder älter. 50,7 Prozent der Bevölkerung war weiblich.
Das mittlere jährliche Einkommen eines Haushalts lag bei 47.872 USD. Das Pro-Kopf-Einkommen betrug 23.906 USD. 8 Prozent der Einwohner lebten unterhalb der Armutsgrenze.

## Orte
Die Bevölkerung der Mount Pleasant Township lebt zum überwiegenden Teil in folgenden beiden Siedlungen:
- Morrison1 (City)
- Round Grove (Unincorporated Community)

1 – zu einem kleinen Teil in der Union Grove Township